# Mola Murada (Chert)
La Mola Murada, en Chert, en la comarca del Bajo Maestrazgo, de la provincia de Castellón, es un yacimiento arqueológico que como todos, se encuentra catalogado, por declaración genérica, como Bien de Interés Cultural, no presentando anotación ministerial, aunque sí código identificador: 12.03.052-009; tal como figura en la Dirección General del Patrimonio Artístico de la Generalidad Valenciana.
El municipio de Xert, se encuentra situado en una zona de orografía singular, con molas en sus alrededores, estando situado entre las del Turmell, con 1281 metros de altitud y la de la Talaiola, de menor altura (948 metros), que la delimitan por el norte; mientras que la zona sur, se encuentra limitada por el Parque natural dels Ports, la sierra de Enruna, el cuello de Tintorers i la Rambla de Cervera. El valle del barranco de Barcella, que es un afluente del río Cérvol, así como el macizo montañoso de la Roca de Barcella y la llamada mola del Murar, cierran la zona septentrional del municipio de Xert.

## Historia
Xert es un término municipal de una antigua historia, ya que en su territorio, se conservan restos de un importante poblado de la Edad del Bronce (más concretamente y según ciertos autores, se trata de un asentamiento íbero), que presenta un recinto fortificado con restos de habitáculos en su interior. Pese a conocerse su existencia desde antiguo, no se han realizado investigaciones científicas.
Este yacimiento arqueológico fue nombrado por Teodoro Llorente en su obra titulada “Valencia. Sus monumentos y artes. Su naturaleza e historia”, editada en 1887, dentro de una obra mayor titulada España sus monumentos y artes su naturaleza e historia. En la citada obra, Llorente hacía mención de la existencia de un artículo, obra de José Joaquín de Lànderer, publicado en La Ilustración Española y Americana, en 1880, en el que aparecía una referencia, posiblemente la primera que se hacía, sobre el enclave prehistórico de la Mola Murada.
Por su parte, el historiador valenciano Carlos Sarthou Carreres, es autor del volumen correspondiente a Castellón en la obra Geografía General del Reino de Valencia que fue dirigida por Francesc Carreras en el año 1913. En esta obra, Sarthou Carreres habla del yacimiento de la Mola Murada, refiriéndose a él como del período neolítico y describiéndolo como un “lugar fortificado”. Según este autor, el enclave fue dado a conocer por José J. Lànderer, siendo posteriormente clasificado por Manuel Sales y Ferré, y estudiado por Juan Antonio Balbás, y el ya citado Teodoro Llorente entre otros.

## Descripción
Según lo que se deduce de los escritos de Lànderer, el poblado está aproximadamente a unos 734 metros de altitud.
El asentamiento presentaba un amurallamiento en forma curva, de unos 250 metros de longitud, y entre dos y tres metros de altura. El material para su construcción eran piedras obtenidas de derrumbes que se producían en las laderas de los montes cercanos, siguiendo la técnica de piedra seca. En la zona sur parecía tener una puerta de acceso al recinto, de unos cinco metros de anchura aproximadamente.
Dentro del recinto, podían distinguirse como habitáculos de formas ovales y elípticas, según los tamaños que tenían.
Entre los restos se descubrieron huesos humanos y de animales, así como hachas y puntas de lanza (unas de sílex, de tonalidades blanquecinas y vetas rojizas; y otras de diorita)